# Circunscripción electoral de Córdoba

Circunscripción de Córdoba
Cortes Generales* Congreso: 6 escaños (de 350)
- Senado: 4 senadores (de 266)Parlamento de Andalucía* 12 escaños (de 109)

Córdoba es una de las 52 circunscripciones electorales utilizadas como distritos electorales desde 1977 para la Cámara Baja de las Cortes Generales, el Congreso de los Diputados, y una de las 59 de la Cámara Alta, el Senado. 
Además, desde el establecimiento de la Junta de Andalucía en 1982, es al mismo tiempo una las ocho circunscripciones electorales para el Parlamento andaluz.

## Congreso de los Diputados

### Diputados obtenidos por partido (1977–2023)
| Candidatura | Candidatura                         | Candidatura | 1977 | 1979 | 1982 | 1986 | 1989 | 1993 | 1996 | 2000 | 2004 | 2008 | 2011 | 2015 | 2016 | 2019 (I) | 2019 (II) | 2023 |
| ----------- | ----------------------------------- | ----------- | ---- | ---- | ---- | ---- | ---- | ---- | ---- | ---- | ---- | ---- | ---- | ---- | ---- | -------- | --------- | ---- |
|             | Partido Socialista Obrero Español   | PSOE        | 3    | 3    | 5    | 4    | 5    | 4    | 4    | 3    | 4    | 4    | 3    | 2    | 2    | 2        | 2         | 2    |
|             | Unión de Centro Democrático         | UCD         | 3    | 3    |      |      |      |      |      |      |      |      |      |      |      |          |           |      |
|             | Izquierda Unida                     | IU          | 1a   | 1a   |      | 1    | 1    | 1    | 1    | 1    |      |      |      |      |      |          |           |      |
|             | Partido Popular                     | PP          |      |      | 2b   | 2c   | 1    | 2    | 2    | 3    | 3    | 2    | 3    | 2    | 2    | 1        | 2         | 2    |
|             | Unidas Podemos                      | PODEMOS-IU  |      |      |      |      |      |      |      |      |      |      |      | 1d   | 1    | 1        | 1         |      |
|             | Ciudadanos-Partido de la Ciudadanía | Cs          |      |      |      |      |      |      |      |      |      |      |      | 1    | 1    | 1        |           |      |
|             | Vox                                 | VOX         |      |      |      |      |      |      |      |      |      |      |      |      |      | 1        | 1         | 1    |
|             | Movimiento Sumar                    | SUMAR       |      |      |      |      |      |      |      |      |      |      |      |      |      |          |           | 1    |
| Total       | Total                               | Total       | 7    | 7    | 7    | 7    | 7    | 7    | 7    | 7    | 7    | 6    | 6    | 6    | 6    | 6        | 6         | 6    |

Notas
a Los resultados corresponden a los del Partido Comunista de España (PCE).

b Los resultados corresponden a los de la coalición entre Alianza Popular y el Partido Demócrata Popular.

c Los resultados corresponden a los de Coalición Popular.

d Los resultados corresponden a los de Podemos.

### Votos (%) por partido (1977–2023)
|                                          | 1977 | 1979 | 1982 | 1986 | 1989 | 1993 | 1996 | 2000 | 2004 | 2008 | 2011 | 2015   | 2016  | 2019 (I) | 2019 (II) | 2023  |
| ---------------------------------------- | ---- | ---- | ---- | ---- | ---- | ---- | ---- | ---- | ---- | ---- | ---- | ------ | ----- | -------- | --------- | ----- |
| Partido Socialista Obrero Español (PSOE) | 33,8 | 30,1 | 57,2 | 53,6 | 49,4 | 49,2 | 44,5 | 40,6 | 49,9 | 50,9 | 36,3 | 32,06  | 31,20 | 34,42    | 33,43     | 32,1  |
| Unión de Centro Democrático (UCD)        | 32,5 | 29,9 | 6,7  |      |      |      |      |      |      |      |      |        |       |          |           |       |
| Izquierda Unida (IU)                     | 16,5 | 19,1 | 8,8  | 12,2 | 18,3 | 17,3 | 18,6 | 11,9 | 9,7  | 7,0  | 9,8  | 8,05a  | 18,98 |          |           |       |
| Partido Popular (PP)                     | 9,3  | 5,7  | 21,2 | 21,7 | 18,2 | 27,6 | 33,0 | 40,9 | 33,7 | 37,6 | 44,6 | 30,41  | 34,44 | 18,85    | 22,78     | 37,94 |
| Partido Socialista Popular (PSP)         | 3,7  |      |      |      |      |      |      |      |      |      |      |        |       |          |           |       |
| Partido Andalucista (PA)                 |      | 10,0 | 2,2  | 2,9  | 5,0  | 2,7  | 2,7  | 4,5  | 4,0  | 1,6  | 2,2  |        |       |          |           |       |
| Centro Democrático y Social (CDS)        |      |      | 1,6  | 6,5  | 5,0  | 1,0  | 0,1  |      | 0,1  |      |      |        |       |          |           |       |
| Unión Progreso y Democracia (UPyD)       |      |      |      |      |      |      |      |      |      | 0,6  | 3,8  | 0,44   | 0,16  |          |           |       |
| Partido Animalista (PACMA)               |      |      |      |      |      |      |      |      |      |      |      | 0,75   | 0,95  | 1,04     | 0,9       | 0,59  |
| Unidas Podemos (UP)                      |      |      |      |      |      |      |      |      |      |      |      | 14,67b | 18,98 | 14,76    | 14,75     |       |
| Ciudadanos (Cs)                          |      |      |      |      |      |      |      |      |      |      |      | 11,93  | 12,36 | 16,88    | 8,25      |       |
| Vox (VOX)                                |      |      |      |      |      |      |      |      |      |      |      |        | 0,16  | 12,02    | 18,8      | 13,95 |
| Sumar (S)                                |      |      |      |      |      |      |      |      |      |      |      |        |       |          |           | 13,68 |

Notas
No se muestran los resultados menores a 0,1%.

a Los resultados corresponden a los de Izquierda Unida-Unidad Popular en Común (IU-UPeC).

b Los resultados corresponden a los de Podemos (P)

### Diputados elegidos

#### Diputados elegidos para la VI Legislatura
Diputados elegidos en la circunscripción de Córdoba en las elecciones del 3 de marzo de 1996:
| Partidos y coaliciones                                           | Votos   | %      | Escaños | Miembros electos                                                 |
| ---------------------------------------------------------------- | ------- | ------ | ------- | ---------------------------------------------------------------- |
| Partido Socialista Obrero Español (PSOE)                         | 220.659 | 44,64% | 4       | José Antonio Griñán, Carmen del Campo, Pedro Moya, Carmen Montes |
| Partido Popular (PP)                                             | 163.155 | 33,01% | 2       | Diego Jordano, José María Robles Fraga                           |
| Izquierda Unida Los Verdes-Convocatoria por Andalucía (IU LV-CA) | 91.773  | 18,57% | 1       | Rosa Aguilar                                                     |

#### Diputados elegidos para la VII Legislatura
Diputados elegidos en la circunscripción de Córdoba en las elecciones del 12 de marzo de 2000:
| Partidos y coaliciones                                           | Votos   | %      | Escaños | Miembros electos                                        |
| ---------------------------------------------------------------- | ------- | ------ | ------- | ------------------------------------------------------- |
| Partido Popular (PP)                                             | 188.636 | 40,86% | 3       | Rafael Merino, José María Robles Fraga, Amelia Caracuel |
| Partido Socialista Obrero Español (PSOE)                         | 187.195 | 40,55% | 3       | José Antonio Griñán, Carmen del Campo, Rafael Velasco   |
| Izquierda Unida Los Verdes-Convocatoria por Andalucía (IU LV-CA) | 55.125  | 11,94% | 1       | Luis Carlos Rejón                                       |

#### Diputados elegidos para la VIII Legislatura
Diputados elegidos en la circunscripción de Córdoba en las elecciones del 14 de marzo de 2004:
| Partidos y coaliciones                   | Votos   | %      | Escaños | Miembros electos                                                           |
| ---------------------------------------- | ------- | ------ | ------- | -------------------------------------------------------------------------- |
| Partido Socialista Obrero Español (PSOE) | 246.324 | 49,86% | 4       | Carmen Calvo, Miguel Ángel Moratinos, Juan Luis Rascón, Rosa Lucía Polonio |
| Partido Popular (PP)                     | 166.665 | 33,74% | 3       | Rafael Merino, María Teresa de Lara, Amelia Caracuel                       |

#### Diputados elegidos para la IX Legislatura
Diputados elegidos en la circunscripción de Córdoba en las elecciones del 9 de marzo de 2008:
| Partidos y coaliciones                   | Votos   | %      | Escaños | Miembros electos                                                             |
| ---------------------------------------- | ------- | ------ | ------- | ---------------------------------------------------------------------------- |
| Partido Socialista Obrero Español (PSOE) | 246.470 | 50,85% | 4       | Carmen Calvo, Miguel Ángel Moratinos, Juan Luis Rascón, María Angelina Costa |
| Partido Popular (PP)                     | 182.307 | 37,61% | 2       | Rafael Merino, Fernando López-Amor                                           |

#### Diputados elegidos para la X Legislatura
Diputados elegidos en la circunscripción de Córdoba en las elecciones del 20 de noviembre de 2011:
| Partidos y coaliciones                   | Votos   | %      | Escaños | Miembros electos                                             |
| ---------------------------------------- | ------- | ------ | ------- | ------------------------------------------------------------ |
| Partido Popular (PP)                     | 209.067 | 44,61% | 3       | Federico Cabello de Alba, Rafael Merino, Fernando López-Amor |
| Partido Socialista Obrero Español (PSOE) | 170.367 | 36,35% | 3       | Rosa Aguilar, Antonio Hurtado, María Angelina Costa          |

## Senado

### Senadores obtenidos por partido (1977–2023)
| Candidatura | Candidatura                       | Candidatura | 1977 | 1979 | 1982 | 1986 | 1989 | 1993 | 1996 | 2000 | 2004 | 2008 | 2011 | 2015 | 2016 | 2019 (I) | 2019 (II) | 2023 |
| ----------- | --------------------------------- | ----------- | ---- | ---- | ---- | ---- | ---- | ---- | ---- | ---- | ---- | ---- | ---- | ---- | ---- | -------- | --------- | ---- |
|             | Partido Socialista Obrero Español | PSOE        | 3    | 3    | 3    | 3    | 3    | 3    | 3    | 3    | 3    | 3    | 1    | 3    | 1    | 3        | 3         | 1    |
|             | Unión de Centro Democrático       | UCD         | 1    | 1    |      |      |      |      |      |      |      |      |      |      |      |          |           |      |
|             | Partido Popular                   | PP          |      |      | 1a   | 1b   |      | 1    | 1    | 1    | 1    | 1    | 3    | 1    | 3    | 1        | 1         | 3    |
|             | Izquierda Unida                   | IU          |      |      |      |      | 1    |      |      |      |      |      |      |      |      |          |           |      |
| Total       | Total                             | Total       | 4    | 4    | 4    | 4    | 4    | 4    | 4    | 4    | 4    | 4    | 4    | 4    | 4    | 4        | 4         | 4    |

Notas
a Los resultados corresponden a los de la coalición entre Alianza Popular y el Partido Demócrata Popular. 

b Los resultados corresponden a los de Coalición Popular.

### Senadores elegidos

#### Senadores elegidos para la Legislatura Constituyente
Senadores elegidos en la circunscripción de Córdoba en las elecciones del 15 de junio de 1977:
| Senador                   | Votos   | Partidos y coaliciones                   |
| ------------------------- | ------- | ---------------------------------------- |
| Matías Camacho Lloriz     | 127.681 | Partido Socialista Obrero Español (PSOE) |
| Joaquín Martínez Bjorkman | 126.166 | Partido Socialista Obrero Español (PSOE) |
| Manuel Gracia Navarro     | 122.261 | Partido Socialista Obrero Español (PSOE) |
| Cecilio Valverde Mazuelas | 104.073 | Unión de Centro Democrático (UCD)        |

#### Senadores elegidos para la I Legislatura
Senadores elegidos en la circunscripción de Córdoba en las elecciones del 1 de marzo de 1979:
| Senador                   | Votos   | Partidos y coaliciones                   |
| ------------------------- | ------- | ---------------------------------------- |
| Joaquín Martínez Bjorkman | 109.320 | Partido Socialista Obrero Español (PSOE) |
| Emilio Fernández Cruz     | 108.329 | Partido Socialista Obrero Español (PSOE) |
| Rafael Vallejo Rodríguez  | 104.516 | Partido Socialista Obrero Español (PSOE) |
| Cecilio Valverde Mazuelas | 102.189 | Unión de Centro Democrático (UCD)        |

#### Senadores elegidos para la II Legislatura
Senadores elegidos en la circunscripción de Córdoba en las elecciones del 28 de octubre de 1982:
| Senador                   | Votos   | Partidos y coaliciones                               |
| ------------------------- | ------- | ---------------------------------------------------- |
| Diego Alonso Colacios     | 228.159 | Partido Socialista Obrero Español (PSOE)             |
| Joaquín Martínez Bjorkman | 220.930 | Partido Socialista Obrero Español (PSOE)             |
| Rafael Vallejo Rodríguez  | 217.128 | Partido Socialista Obrero Español (PSOE)             |
| L. Hens Tienda            | 85.985  | Alianza Popular - Partido Demócrata Popular (AP-PDP) |

#### Senadores elegidos para la III Legislatura
Senadores elegidos en la circunscripción de Córdoba en las elecciones del 22 de junio de 1986:
| Senador                   | Votos   | Partidos y coaliciones                   |
| ------------------------- | ------- | ---------------------------------------- |
| Diego Alonso Colacios     | 218.951 | Partido Socialista Obrero Español (PSOE) |
| Joaquín Martínez Bjorkman | 217.336 | Partido Socialista Obrero Español (PSOE) |
| Julián Santiago Bujalance | 215.277 | Partido Socialista Obrero Español (PSOE) |
| Antonio Aguilar Cruz      | 88.471  | Coalición Popular (AP-PDP-PL)            |

#### Senadores elegidos para la IV Legislatura
Senadores elegidos en la circunscripción de Córdoba en las elecciones del 29 de octubre de 1989:
| Senador                   | Votos   | Partidos y coaliciones                             |
| ------------------------- | ------- | -------------------------------------------------- |
| Diego Alonso Colacios     | 196.123 | Partido Socialista Obrero Español (PSOE)           |
| Joaquín Martínez Bjorkman | 192.132 | Partido Socialista Obrero Español (PSOE)           |
| Julián Santiago Bujalance | 189.972 | Partido Socialista Obrero Español (PSOE)           |
| Rafael García Contreras   | 76.451  | Izquierda Unida-Convocatoria por Andalucía (IU-CA) |

#### Senadores elegidos para la V Legislatura
Senadores elegidos en la circunscripción de Córdoba en las elecciones del 6 de junio de 1993:
| Senador                      | Votos   | Partidos y coaliciones                   |
| ---------------------------- | ------- | ---------------------------------------- |
| Diego Alonso Colacios        | 222.019 | Partido Socialista Obrero Español (PSOE) |
| Joaquín Martínez Bjorkman    | 218.039 | Partido Socialista Obrero Español (PSOE) |
| Ana María Sánchez de Miguel  | 216.781 | Partido Socialista Obrero Español (PSOE) |
| Enrique Rafael Bellido Muñoz | 123.109 | Partido Popular (PP)                     |

#### Senadores elegidos para la VI Legislatura
Senadores elegidos en la circunscripción de Córdoba en las elecciones del 3 de marzo de 1996:
| Senador                      | Votos   | Partidos y coaliciones                   |
| ---------------------------- | ------- | ---------------------------------------- |
| Eloisa Fernández Valenzuela  | 212.378 | Partido Socialista Obrero Español (PSOE) |
| Prudencio Ostos Domínguez    | 207.461 | Partido Socialista Obrero Español (PSOE) |
| Pedro Rodríguez Cantero      | 206.791 | Partido Socialista Obrero Español (PSOE) |
| Enrique Rafael Bellido Muñoz | 158.605 | Partido Popular (PP)                     |

#### Senadores elegidos para la VII Legislatura
Senadores elegidos en la circunscripción de Córdoba en las elecciones del 12 de marzo de 2000:
| Senador                       | Votos   | Partidos y coaliciones                   |
| ----------------------------- | ------- | ---------------------------------------- |
| Tomás Rafael Delgado Toro     | 183.817 | Partido Socialista Obrero Español (PSOE) |
| María Carmen Montes Contreras | 179.465 | Partido Socialista Obrero Español (PSOE) |
| Pedro Rodríguez Cantero       | 178.012 | Partido Socialista Obrero Español (PSOE) |
| Enrique Rafael Bellido Muñoz  | 180.786 | Partido Popular (PP)                     |

#### Senadores elegidos para la VIII Legislatura
Senadores elegidos en la circunscripción de Córdoba en las elecciones del 14 de marzo de 2004:
| Senador                               | Votos   | Partidos y coaliciones                   |
| ------------------------------------- | ------- | ---------------------------------------- |
| María Isabel Antonia Flores Fernández | 236.223 | Partido Socialista Obrero Español (PSOE) |
| Luis Moreno Castro                    | 229.348 | Partido Socialista Obrero Español (PSOE) |
| Pedro Rodríguez Cantero               | 227.972 | Partido Socialista Obrero Español (PSOE) |
| Ángel Blanco Moreno                   | 162.142 | Partido Popular (PP)                     |

#### Senadores elegidos para la IX Legislatura
Senadores elegidos en la circunscripción de Córdoba en las elecciones del 9 de marzo de 2008:
| Senador                               | Votos   | Partidos y coaliciones                   |
| ------------------------------------- | ------- | ---------------------------------------- |
| María Isabel Antonia Flores Fernández | 242.641 | Partido Socialista Obrero Español (PSOE) |
| Antonio Hurtado Zurera                | 235.011 | Partido Socialista Obrero Español (PSOE) |
| Luis Moreno Castro                    | 232.317 | Partido Socialista Obrero Español (PSOE) |
| Jesús Ramón Aguirre Muñoz             | 171.678 | Partido Popular (PP)                     |

#### Senadores elegidos para la X Legislatura
Senadores elegidos en la circunscripción de Córdoba en las elecciones del 20 de noviembre de 2011:
| Senador                                   | Votos   | Partidos y coaliciones                   |
| ----------------------------------------- | ------- | ---------------------------------------- |
| María Beatriz Jurado Fernández de Córdoba | 197.736 | Partido Popular (PP)                     |
| Jesús Ramón Aguirre Muñoz                 | 194.509 | Partido Popular (PP)                     |
| María Gil Morata                          | 191.810 | Partido Popular (PP)                     |
| María Isabel Antonia Flores Fernández     | 163.537 | Partido Socialista Obrero Español (PSOE) |

## Parlamento de Andalucía

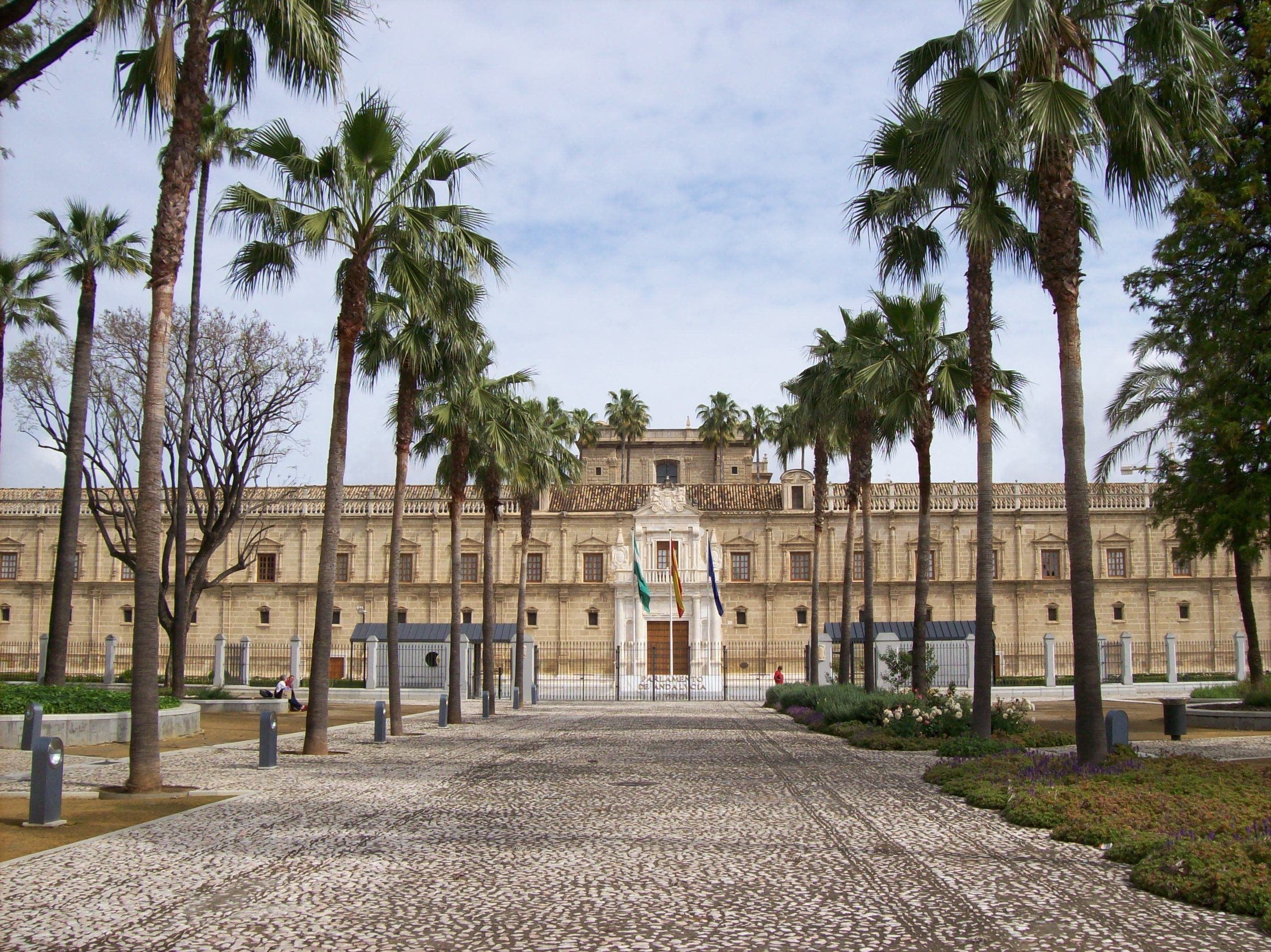
Parlamento de Andalucía.

El 21 de junio de 1982 se constituye el Parlamento de Andalucía en la Sesión Constitutiva celebrada en el Real Alcázar de Sevilla, en la que se eligió por mayoría a Antonio Ojeda Escobar como presidente del Parlamento de Andalucía. Poco después, en las sesiones del 14 y 15 de julio, Rafael Escuredo Rodríguez es elegido primer presidente de la Junta de Andalucía.
La modificación más importante que ha realizado el Parlamento de Andalucía tras su creación es la reforma del Estatuto de Autonomía, adoptado por referéndum el 18 de febrero de 2007, con un 87,45% de votos a favor y una abstención récord del 63,72%. Este Estatuto, por cuya elaboración el Parlamento de Andalucía ha jugado un papel muy activo, aumenta las competencias propias del gobierno autonómico andaluz, y, entre otras cosas, hace oficial el rango de capital de Sevilla.

### Diputados obtenidos por partido (1982–2022)
| Candidatura | Candidatura                                           | Candidatura | 1982 | 1986 | 1990 | 1994 | 1996 | 2000 | 2004 | 2008 | 2012 | 2015 | 2018 | 2022 |
| ----------- | ----------------------------------------------------- | ----------- | ---- | ---- | ---- | ---- | ---- | ---- | ---- | ---- | ---- | ---- | ---- | ---- |
|             | Partido Socialista Obrero Español de Andalucía        | PSOE-A      | 7    | 5    | 7    | 6    | 6    | 6    | 7    | 6    | 5    | 5    | 4    | 3    |
|             | Partido Popular Andaluz                               | PPA         | 2a   | 3b   | 3    | 4    | 4    | 5    | 4    | 5    | 5    | 4    | 3    | 7    |
|             | Izquierda Unida Los Verdes-Convocatoria por Andalucía | IULV-CA     | 2c   | 5    | 2    | 3    | 3    | 1    | 1    | 1    | 2    | 1    |      |      |
|             | Unión de Centro Democrático                           | UCD         | 2    |      |      |      |      |      |      |      |      |      |      |      |
|             | Partido Andalucista                                   | PA          |      |      | 1    |      |      | 1    | 1    |      |      |      |      |      |
|             | Podemos Andalucía                                     | PODEMOS     |      |      |      |      |      |      |      |      |      | 1    |      |      |
|             | Ciudadanos-Partido de la Ciudadanía                   | Cs          |      |      |      |      |      |      |      |      |      | 1    | 2    |      |
|             | Adelante Andalucía                                    | AA          |      |      |      |      |      |      |      |      |      |      | 2d   |      |
|             | Vox                                                   | VOX         |      |      |      |      |      |      |      |      |      |      | 1    | 1    |
|             | Por Andalucía                                         | PorA        |      |      |      |      |      |      |      |      |      |      |      | 1e   |
| Total       | Total                                                 | Total       | 13   | 13   | 13   | 13   | 13   | 13   | 12   | 12   | 12   | 12   | 12   | 12   |

Notas
a Los resultados corresponden a los de Alianza Popular (AP). 

b Los resultados corresponden a los de Coalición Popular.

c Los resultados corresponden a los del Partido Comunista de Andalucía-Partido Comunista de España (PCA-PCE).

d Coalición compuesta por Podemos Andalucía, Izquierda Unida Los Verdes-Convocatoria por Andalucía, Izquierda Andalucista y Primavera Andaluza.

e Coalición compuesta por IULV-CA, Más País, Verdes Equo, Iniciativa del Pueblo Andaluz y apoyo externo de Alianza Verde y Podemos Andalucía.